# マハルバル
マハルバル（羅：Maharbal, ポエニ語：𐤌𐤄𐤓𐤁𐤏𐤋）とは、第二次ポエニ戦争でカルタゴの将軍ハンニバルのもとで騎兵を率いていた人物。ハンニバルのイタリア進攻で勝利には欠かせない貢献をした。ティトゥス・リウィウスの『ローマ建国史』にその名が見られる。
ヒミルコの子。リウィウスが彼の名に初めて言及するのはサグントゥム包囲の折で、ハンニバルの不在に際して指揮権を預けられた。次にハンニバルのイタリア到着まもなく、ポー川の周辺に掠奪のため派遣され、ティキヌスの戦いに先立って急遽呼び戻されている。
ハンニバルはイタリア進攻の最中も自らの騎兵戦力を補強しており、マハルバルにある程度の裁量を与えていた。トラシメヌス湖畔の戦いでは彼は騎兵を率いる立場にいなかったが、ヒスパニア人散兵を率いてローマの敗残兵を捕虜としている。
しかしながら、彼はハンニバルに対しての言葉で最もよく知られている。カンナエの戦いの後、ローマに直進すべきという意見をハンニバルは受け入れなかった。これに対してマハルバルは「ハンニバル、あなたは戦争に勝つ術を知っていても、勝利を活かす術は知らない（Vincere scis, Hannibal; victoria uti nescis）」と言ったと言う。